# Léontine Stevens
Léontine Stevens (Anderlecht, 12 augustus 1907 - Westende, 14 oktober 1998) was een Belgische atlete, die gespecialiseerd was in het hoogspringen. Zij nam eenmaal deel aan de Olympische Spelen.

## Biografie
Stevens verbeterde in 1928 het Belgisch record van Elise Vantruijen in het hoogspringen tot 1,54 m. Ze nam op dat nummer deel aan de Olympische Spelen in Amsterdam, waar ze in de finale tiende werd. Ze nam op de Spelen samen met Elise van Truyen, Rose Van Crombrugge en Juliette Segers ook deel aan de 4 x 100 m, waarop het Belgische viertal werd uitgeschakeld in de reeksen.
Stevens was ook een goede verspringster. Op de Belgische kampioenschappen van 1929 sprong ze 5,02, slechts één centimeter minder dan het Belgische record van Elise Vantruijen.

### Voetbal
Stevens speelde buiten het atletiekseizoen voetbal.

### Clubs
Stevens was voor atletiek en voetbal aangesloten bij Brussels Femina Club.

### Familie
Stevens was de oudere zus van atletes Marie  en Catherine Stevens.

## Belgische kampioenschappen
| Onderdeel    | Jaar                   |
| ------------ | ---------------------- |
| hoogspringen | 1926, 1927, 1929, 1930 |
| verspringen  | 1926, 1927, 1929       |

## Persoonlijke records
| Onderdeel    | Prestatie | Datum            | Plaats     |
| ------------ | --------- | ---------------- | ---------- |
| hoogspringen | 1,54 m    | 12 augustus 1928 | Schaarbeek |
| verspringen  | 5,02 m    | 21 juli 1929     | Brussel    |

## Palmares

### hoogspringen
- 1924:  BK AC – 1,35 m
- 1925:  BK AC – 1,30 m
- 1926:  BK AC – 1,30 m
- 1927:  BK AC – 1,41 m
- 1928:  BK AC – 1,40 m
- 1928: 10e OS in Amsterdam – 1,48 m
- 1929:  BK AC – 1,47 m
- 1930:  BK AC – 1,45 m

### verspringen
- 1926:  BK AC – 4,755 m
- 1927:  BK AC – 4,36 m
- 1928:  BK AC – 4,70 m
- 1929:  BK AC – 5,02 m
- 1930:  BK AC – 4,52 m

### 4 x 100 m
- 1928: 4e reeks OS in Amsterdam

### 80 m horden
- 1930:  BK AC